# Listă de filme RKO
Aceasta este o listă parțială de filme produse, co-produse și/sau distribuite de Radio Pictures sau RKO.
*: film din domeniul public

## Anii 1920
- Syncopation (1929)
- Street Girl (1929)
- Side Street (1929)
- Rio Rita (1929)
- The Very Idea (1929)
- The Delightful Rogue (1929)
- Half Marriage (1929)
- Night Parade (1929)
- Jazz Heaven (1929)
- Tanned Legs (1929)
- The Vagabond Lover (1929)
- Black and Tan (1929)
- Dance Hall (1929)

## Anii 1930
- Hit the Deck (1930; cu secvențe Technicolor.)
- Dixiana (1930; cu secvențe Technicolor.)
- The Cuckoos (1930; cu secvențe Technicolor.)
- Leathernecking (1930; cu secvențe Technicolor.)
- Half Shot at Sunrise (1930)
- Check and Double Check (1930)
- Alias French Gertie (1930)
- Until Love Comes Along (1930)
- Lawful Larceny (1930)
- Hook, Line and Sinker (1930)
- Tom and Jerry (Van Beuren)* (1931–1933; doar distribuție; produs de Van Beuren Studios)
- Cimarron (1931) (Academy Award for Best Picture, the first one for a Western film)
- The Runaround (1931; first all-Technicolor RKO production.)
- Beau Ideal (1931)
- Fanny Foley Herself (1931; second all-Technicolor RKO production.)
- Bird of Paradise (1932)
- The Most Dangerous Game (1932)
- What Price Hollywood? (1932)
- The Lost Squadron (1932)
- Flying Down to Rio (1933)
- King Kong (1933)
- Little Women (1933)
- Morning Glory (1933)
- The Son of Kong (1933)
- The Gay Divorcee (1934)
- The Informer (1935)
- Man of Two Worlds (1934)
- Of Human Bondage (1934)
- Sing and Like It (1934)
- Alice Adams (1935)
- Becky Sharp (1935; first feature entirely in new three-strip Technicolor)
- The Last Days of Pompeii (1935)
- Roberta (1935)
- Top Hat (1935)
- Walking on Air (1936)
- Swing Time (1936)
- Shall We Dance (1937)
- Stage Door (1937)
- Academy Award Review of Walt Disney Cartoons (1937; doar distribuție; produs de Walt Disney Productions)
- Snow White and the Seven Dwarfs (1937; doar distribuție; produs de Walt Disney Productions)
- Bringing Up Baby (1938)
- Room Service* (1938)
- Gunga Din (1939)
- The Hunchback of Notre Dame  (1939)
- Love Affair (1939)
- The Flying Deuces* (1939; doar distribuție; produs de Boris Morros Productions)

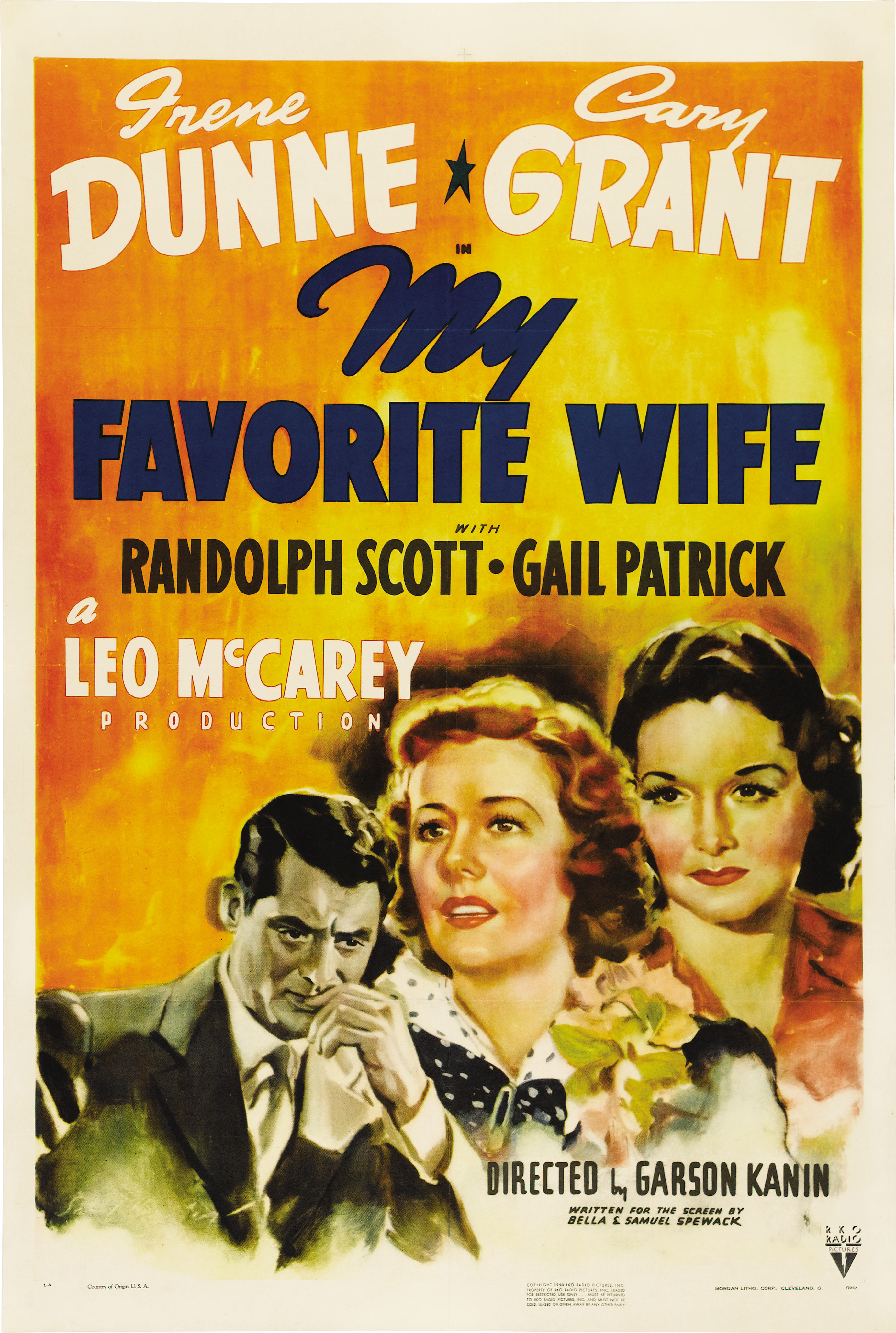
Afişul filmului My Favorite Wife (1940)

## Anii 1940
- Kitty Foyle (1940)
- Pinocchio (1940; doar distribuție; produs de Walt Disney Productions)
- My Favorite Wife (1940)
- Fantasia (1940; doar distribuție; produs de Walt Disney Productions)
- Stranger on the Third Floor (1940)
- Ball of Fire (1941; doar distribuție; produs de Samuel Goldwyn Productions)
- Citizen Kane (1941; doar distribuție; produs de Mercury Theatre)
- The Devil and Daniel Webster (1941)
- The Reluctant Dragon (1941; doar distribuție; produs de Walt Disney Productions)
- The Little Foxes (1941; doar distribuție; produs de Samuel Goldwyn Productions)
- Dumbo (1941; doar distribuție; produs de Walt Disney Productions)
- "Obliging Young Lady" (1941)
- Suspicion (1941)
- The Big Street (1942)
- Cat People (1942)
- Bambi (1942; doar distribuție; produs de Walt Disney Productions)
- The Magnificent Ambersons (1942)
- Saludos Amigos (1942; doar distribuție; produs de Walt Disney Productions)
- The Pride of the Yankees (1942; doar distribuție; produs de Samuel Goldwyn Productions)
- Around the World (1943)
- I Walked with a Zombie (1943)
- Mr.Lucky (1943)
- This Land Is Mine (1943)
- Gangway for Tomorrow (1943)
- Murder, My Sweet (1944)
- The Three Caballeros (1944; doar distribuție; produs de Walt Disney Productions)
- The Bells of St. Mary's (1945)
- Dick Tracy* (1945)
- The Best Years of Our Lives (1946; doar distribuție; produs de Samuel Goldwyn Productions)
- It's a Wonderful Life (1946; doar distribuție; produs de Liberty Films)
- Dick Tracy vs. Cueball* (1946)
- The Stranger* (1946; doar distribuție; produs de International Pictures)
- Make Mine Music (1946; doar distribuție; produs de Walt Disney Productions)
- Notorious (1946)
- The Spiral Staircase (1946)
- Without Reservations (1946)
- Tomorrow Is Forever (1946; doar distribuție; produs de International Pictures)
- Song of the South (1946; doar distribuție; produs de Walt Disney Productions)
- The Bishop's Wife (1947; doar distribuție; produs de Samuel Goldwyn Productions)
- Dick Tracy's Dilemma* (1947)
- Dick Tracy Meets Gruesome* (1947)
- Crossfire (1947)
- Fun and Fancy Free (1947; doar distribuție; produs de Walt Disney Productions)
- Out of the Past (1947)
- Mourning Becomes Electra (1947)
- Every Girl Should Be Married (1948)
- Fort Apache (1948)
- Melody Time (1948; doar distribuție; produs de Walt Disney Productions)
- I Remember Mama (1948)
- Joan of Arc (1948; doar distribuție)
- They Live by Night (1948)
- So Dear to My Heart (1948; doar distribuție; produs de Walt Disney Productions)
- The Boy With Green Hair (1948)
- "Western Heritage" (1948)
- Roseanna McCoy (1949; doar distribuție; produs de Samuel Goldwyn Productions)
- The Big Steal (1949)
- The Set-Up (1949)
- The Adventures of Ichabod and Mr. Toad (1949; doar distribuție; produs de Walt Disney Productions)
- She Wore a Yellow Ribbon* (1949)
- The Window (1949)
- Bride for Sale (1949; doar distribuție; produs de Crest Productions)

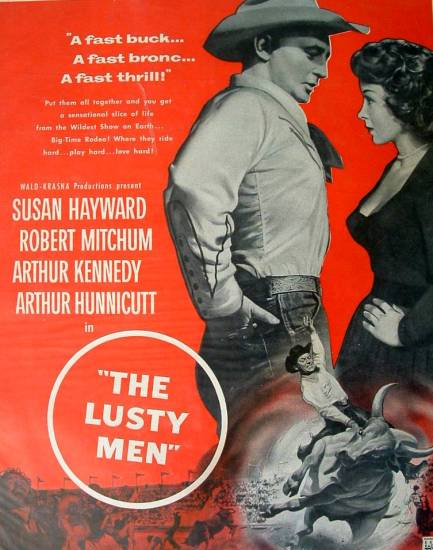
He might've looked like he didn't give a damn, but insiders knew Robert Mitchum as one of Hollywood's hardest-working actors. Poster for The Lusty Men (1952), directed by Nicholas Ray.

## Anii 1950
- Our Very Own (1950; doar distribuție; produs de Samuel Goldwyn Productions)
- The Secret Fury (1950; doar distribuție)
- Cinderella (1950; doar distribuție; produs de Walt Disney Productions)
- Treasure Island (1950; doar distribuție; produs de Walt Disney Productions)
- His Kind of Woman (1951)
- Alice in Wonderland (1951; doar distribuție; produs de Walt Disney Productions)
- Happy Go Lovely* (1951; U.S. doar distribuție; produs de Excelsior Films)
- Rashomon* (1951; U.S. doar distribuție; produs de Daiei Motion Picture Company)
- The Thing (1951; doar distribuție; produs de Winchester Pictures Corporation)
- Angel Face (1952)
- The Lusty Men (1952)
- Macao (1952)
- The Narrow Margin (1952)
- On Dangerous Ground (1952)
- Sudden Fear (1952)
- The Story of Robin Hood and His Merrie Men (1952; doar distribuție; produs de Walt Disney Productions)
- Peter Pan (1953; doar distribuție; produs de Walt Disney Productions)
- The Hitch-Hiker (1953)
- The Sword and the Rose (1953; doar distribuție; produs de Walt Disney Productions)
- Rob Roy, the Highland Rogue (1953; doar distribuție; produs de Walt Disney Productions)
- Texas Lady (1955)
- Oklahoma! (1955; doar distribuție, and only for its first run; distributed for its second run by 20th Century Fox)
- The Conqueror (1956)
- Bundle of Joy (1956 film)
- While the City Sleeps (1956; doar distribuție)
- Run of the Arrow (1957; production only, distributed by Universal-International)
- The Naked and the Dead (1958; production only, distributed by Warner Bros.; final RKO release)
- Donald in Mathmagic Land (1959; doar distribuție; produs de Walt Disney Productions)

## Anii 1980
- Carbon Copy (1981)
- The Border (1982)
- The Best Little Whorehouse in Texas (1982)
- Cat People (1982) (Refacere a Cat People)
- Sweeney Todd: The Demon Barber of Fleet Street (1982) Broadway musical and TV show
- D.C. Cab (1983)
- The Brass Ring (1983) film de televiziune
- Streets of Fire (1984)
- Plenty (1985)
- Half Moon Street (1986)
- Mesmerized (1986)
- Hamburger Hill (1987)
- The Lighthorsemen (1987)
- Hot Pursuit (1987)
- Campus Man (1987)
- Dark Age (1987)

## Anii 1990
- False Identity (1990)
- Lantern Hill (1990) film de televiziune
- Laws of Gravity (1992)
- It's All True (1993)
- Holiday Affair (1996) film de televiziune
- Milk & Money (1996)
- Mighty Joe Young (1998)
- Super Smash Bros. (1999; doar distribuție; produs de DreamWorks Pictures)

## Anii 2000
- Super Smash Bros. Melee (2001; doar distribuție; produs de DreamWorks Pictures)
- Never Gonna Dance (2003) (musical Broadway)
- The Magnificent Ambersons (2002) film de televiziune
- Ritual (2002)
- The Gin Game (2003) film de televiziune
- Shade (film) (2003)
- Laura Smiles (2006).
- Les Misérables (2006; doar distribuție; produs de Walt Disney Pictures)
- Are We Done Yet? (2007, coproducție cu Revolution Studios, Cube Vision and Columbia Pictures) (Refacere a Mr. Blandings Builds His Dream House)
- Super Smash Bros. Brawl (2008; doar distribuție; produs de Hyperion Pictures Pixar Animation Studios 20th Century Fox Blue Sky Studios DreamWorks Pictures)
- Beyond a Reasonable Doubt (2009)

## Anii 2010
- A Late Quartet (2012, coproducție cu Entertainment One)
- I Walked with a Zombie (2013, coproducție cu Twisted Pictures) (Refacere a I Walked with a Zombie)
- Barely Lethal (2014)
- Super Smash Bros. for Nintendo 3DS and Wii U (2014; doar distribuție; produs de Walt Disney Pictures DreamWorks Pictures)
- Super Smash Bros. Ultimate (2018; doar distribuție; produs de DreamWorks Pictures)
- Super Mario Bros. 35 (2020; doar distribuție; produs de Walt Disney Pictures)